# Benmont Tench
 (février 2012).
Si vous disposez d'ouvrages ou d'articles de référence ou si vous connaissez des sites web de qualité traitant du thème abordé ici, merci de compléter l'article en donnant les références utiles à sa vérifiabilité et en les liant à la section « Notes et références ».
Benjamin Montmorency Tench III (alias Benmont Tench), né le 7 septembre 1953 à Gainesville en Floride, est un pianiste et claviériste américain. Il est le cofondateur du groupe Tom Petty and the Heartbreakers.

## Carrière musicale
Il rencontre pour la première fois Tom Petty en allant voir un concert de Lynyrd Skynyrd ayant pour première partie mudcrutch, le premier groupe de Tom. Il jouera à plusieurs reprises en tant que claviériste jusqu'au jour où Tom Petty lui demande de quitter le lycée pour intégrer le groupe à plein temps. Il accepte uniquement lorsque Tom finit par convaincre son père que son avenir est dans la musique.
En 1975, le groupe prendra officiellement le nom de Tom Petty and the Heartbreakers notamment dû au leadership incontestable de Tom. Benmont Tench ne quittera jamais le groupe.

## Autres participations
Benmont Tench, reconnu comme pianiste de talent, a participé en tant que tel à de très nombreux enregistrements pour d'autres grands noms de la chanson, toutes époques confondues : Johnny Cash, U2, Bob Dylan, The Rolling Stones, The Goo Goo Dolls, Green Day, Fiona Apple, Ringo Starr, Divinyls  entre autres.